# 文姓
文姓，在《百家姓》中排第355位，知名人物如南宋抗元志士文天祥，大韓民國第19任總統文在寅和新加坡创作歌手兼女演员文慧如。

## 文氏來歷
漢族文姓主要來源有四支。
一是源於姬姓，是以諡號命名的姓氏。商朝末年，西伯姬昌之子姬發繼承父志，滅亡殷商，建立周朝，於是追諡西伯為周文王，一些後人由周文王的諡號“文”，而得此氏。
二是出自姜姓。西周時期許文叔的庶出子孫以“文”為姓，亦稱文氏。
三是出於媯姓，戰國田齊時，孟嘗君齊威王的孫子田文，號稱孟嘗君，是當時有名的政治家。他的一些後代稱文氏。
四是來自敬姓。据《齐东野语》所载，后晋高祖名石敬瑭，敬姓者为避讳，析「敬」为苟、文二姓。北宋宰相文彥博曾祖父文崇遠即原姓「敬」，避石敬瑭諱，更其氏曰「文」。

## 分布
- 中國
  - 寶安文氏（今廣東深圳及香港新界）
    - 香港新界文氏
      - 新田文氏
      - 泰亨文氏

  - 廣東肇慶
  - 安徽
  - 湖南
  - 貴州
  - 河南
  - 陕西
  - 湖北
  - 四川
  - 重庆
  - 广西
  - 黑龙江
  - 辽宁
- 朝鮮
  - 南平文氏
  - 巨濟郡

## 堂号
大约在距今三千年的西周时,在周文王八代孙中有名祈者，受封采邑雁门。祈改以祖谥为姓。是为雁门文之发祥。其后人以其邑地名为堂号,今江西,湖南等部份地区文姓人以此为堂号
六义堂
六义堂，为今湖南衡山，江西部份地区等文氏堂号。在宋景定五年，文天祥莅永新固塘省族，闻族叔正道公（字公行，号蓬山）六个儿子俱中了举人，于是为其寝堂题写“六义堂”匾名，并赋诗赞之;吾爱张子厚，西铭识性情。
信国堂
正气堂
宋代文天祥为左丞相,封信国侯,进屯潮阳,元将张弘范掩至,文天祥被俘,拘燕三年不屈,作《正气歌就义》。此后文姓后人分别以信国堂、正气堂为各宗祠堂号
化蜀堂
此堂号多为安徽省舒城以及四川省部份地区文氏所用，皆因文氏蜀地基祖文翁(前156～前101) ，名党，舒城县春秋乡枫香树村人，汉景帝末年为蜀郡守，兴教育、兴贤能、修水利，政绩卓著。他成功地创办了中国第一所公立学校“石室”，使蜀郡出现了“世平道治，民物阜康”的局面。班固在《汉书》中评论说：“至今巴蜀好文雅，文翁之化也”。所以，其后人取其义，谓文氏堂号化蜀堂。

## 延伸阅读
[在维基数据编辑]
 《百家姓》
 《欽定古今圖書集成·明倫彙編·氏族典·文姓部》，出自陈梦雷《古今圖書集成》